# Joannicus I di Costantinopoli
Joannicus I (in greco Ἰωαννίκιος Α΄?; ... – 1526) è stato un arcivescovo ortodosso greco, patriarca ecumenico di Costantinopoli dal 1524 fino al 24 settembre 1525.

## Biografia
Poco dopo la sua elezione, il patriarca Geremia I viaggiò a Cipro, in Egitto, nel Sinai e in Palestina. Durante la sua permanenza a Gerusalemme, il clero e i notabili di Costantinopoli, infastiditi dalla sua lunga assenza, lo deposero nell'aprile o nel maggio del 1524, e al suo posto elessero il metropolita di Sozopol, Joannicus I. 
Geremia insieme ai Patriarchi di Alessandria e Antiochia, che chiamò a Gerusalemme, scomunicò Joannicus. Anche se la maggior parte del Santo Sinodo si schierò dalla parte di Joannicus, il sultano Solimano il Magnifico ordinò che Geremia venisse nuovamente incoronato patriarca, cerimonia che ebbe luogo a Costantinopoli il 24 settembre 1525. Joannicus tornò in Tracia, dove morì nel il monastero di San Giovanni Battista vicino a Sozopol intorno al 1526. 